# Tor ruchu

Trajektoria paraboliczna

Tor ruchu, trajektoria – krzywa zakreślana w przestrzeni przez wybrany punkt poruszającego się ciała.
W inercjalnym układzie odniesienia, jeżeli na poruszający punkt materialny działa niezrównoważona siła, której kierunek nie jest styczny do toru ruchu, wówczas tor ruchu jest krzywoliniowy.

## Klasyfikacja ruchów ze względu na kształt toru
Na podstawie kształtu toru ruchu, ruchy klasyfikuje się na:
- prostoliniowe,
- krzywoliniowe,
- jedno- dwu- i trójwymiarowe,
- cykliczne (po torze zamkniętym)[a],
- niecykliczne (po torze otwartym).

## Przykłady torów
- Parabola – w jednorodnym polu sił. Na przykład – rzut kamieniem w polu grawitacyjnym Ziemi w pobliżu jej powierzchni na niewielką odległość z pominięciem sił oporu ośrodka.
- Krzywa balistyczna – w polu grawitacyjnym Ziemi z uwzględnieniem siły oporu powietrza.
- Elipsa – w centralnym polu sił. Np. satelita okrążający planetę.
- Linia śrubowa – w jednorodnym polu magnetycznym, dla naładowanego ciała, którego prędkość nie jest równoległa ani prostopadła do wektora indukcji magnetycznej.
- Łamana – ruchy Browna.